# Vitex snethlagiana
Vitex snethlagiana là một loài thực vật có hoa trong họ Hoa môi. Loài này được Huber ex Moldenke miêu tả khoa học đầu tiên năm 1958.